# Rosyjski podbój Mandżurii
Rosyjski podbój Mandżurii, lub inaczej wojna rosyjsko-chińska – konflikt zbrojny mający miejsce w 1900 roku. W jego wyniku Rosjanie przez pięć lat, od 1900, do 1905, okupowali należącą do Chin Mandżurię.

## Tło polityczne
Rosyjski atak na Mandżurię był pośrednim skutkiem przegranej wojny Chin z Japonią, w latach 1894–1895. Wygrana Japończyków, w wyniku której Chiny stały się jeszcze słabszym państwem, niż były dotychczas, spowodowała u Rosjan przyspieszenie imperialnych planów, dotyczących podboju Eurazji. Wraz ze zbudowaniem Kolei Południowomandżurskiej, miasto Mukden (czyli dzisiejszy Shenyang) stało się rosyjską twierdzą, którą Rosjanie okupowali po upadku powstania bokserów. Podobnie jak pozostałe potęgi kolonialne w Chinach, Rosjanie domagali się uzyskania traktatów nierównoprawnych dotyczących kolei żelaznej. Rosja wzięła udział w powstaniu bokserów, ze względu na jej obecność w tamtejszych obcych poselstwach. Rosyjscy kozacy stanowili część Sojuszu Ośmiu Narodów (razem z Cesarstwem Niemieckim, Zjednoczonym Królestwem Wielkiej Brytanii i Irlandii, Austro-Węgrami, Królestwem Włoch, Cesarstwem Wielkiej Japonii, Francją i Stanami Zjednoczonymi), oraz wsparcie podczas ekspedycji brytyjskiego oficera, Edwarda Seymoura i generała Alfreda Gaselee’a. Wojska rosyjskie były także obecne podczas oblężenia Pekinu i Tiencinu. Siły te funkcjonowały oddzielnie od tych, zaangażowanych w inwazji na Mandżurię, przy operacji kierowanej wyłącznie przez Rosjan w 1900.

## Charakterystyka konfliktu
Konflikt rosyjsko-chiński w Mandżurii był bilateralny, czyli, że rozegrał się tylko pomiędzy dynastią Qing a oddziałami rosyjskimi. Ta cecha stanowiła przeciwieństwo do walk toczonych w Chinach właściwych podczas powstania bokserów, gdzie brało udział wiele narodów w ramach jednej koalicji. Chińskie siły w Mandżurii składały się z etnicznych Mandżurów, zorganizowanych w systemie Ośmiu Chorągwi, oraz bokserów rekrutujących się spośród Chińczyków Han. W Mandżurii było wówczas także dużo bandytów zwanych hunhuzi, ponieważ rządzący władcy z dynastii Qing zsyłali na wygnanie chińskich przestępców do Mandżurii, co miało być dla nich karą. Praktyka ta nazywała się Chuang Guandong. Bokserzy, czyli powstańcy wrodzy Europejczykom, przesyłali zarządzenia, w których nawoływali miejscową ludność do ataków na rosyjskich kolonistów i zbudowaną przez nich kolej żelazną w Mandżurii. Bokserzy zaatakowali Kolej Południowomandżurską i starali się ją zniszczyć.

## Ataki bokserów na Kolej Wschodniochińską

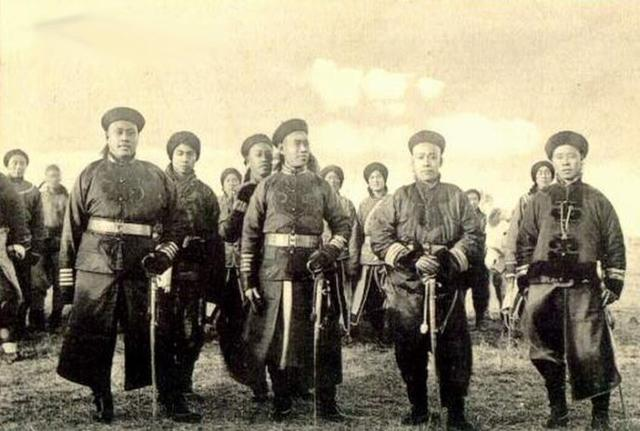
Żołnierze cesarscy, należący do dynastii Qing podczas powstania bokserów

Ataki na Kolej Wschodniochińską podczas powstania bokserów miały miejsce w roku 1900. W odpowiedzi Rosja najechała Mandżurię, ponieważ to Rosjanie byli zaangażowani w budowę tej kolei. Początkowo to Chińczycy mieli przewagę. Chińskie wojska cesarskie zaangażowane w ataki na Rosjan początkowo zabiły jednego kozaka. Kolejnych piętnaście rosyjskich ofiar poległo, gdy chińska kawaleria zaatakowała Rosjan. Bokserzy zniszczyli tory kolejowe i przecięli linie telegraficzne. Dodatkowo kopalnia Yantai została spalona przez wojska chińskie. 27 lipca 1900 Chińczycy podpalili i zniszczyli most znajdujący się na trasie kolejowej i koszarów. Bokserzy, niszcząc kolej w Mandżurii, tym samym utrudnili ruchy wroga w strategicznych miejscach. Wysłane też zostały cesarskie rozkazy, w których cesarz wzywał do ataków na Rosjan. Kolej Południowomandżurska przeszła pod kontrolę bokserów. Dopiero później, po inwazji rosyjskich regularnych oddziałów, kolej znalazła się ponownie pod kontrolą Rosji.

## Atak na Yingkou
W bitwie pod Yingkou siły chińskie walczyły w czasie powstania bokserów przeciwko inwazji wojsk rosyjskich. Rosjanie zaatakowali Yingkou, będący w tym czasie jednym z głównych portów morskich w Mandżurii. Miasto było wówczas podzielone na dzielnice zamieszkane przez obcokrajowców oraz Chińczyków. Rosyjski pułkownik Pawieł Miszczenko musiał zaangażować swoje rezerwowe wojska, aby wygrać walkę. Kiedy Rosjanie zajęli miasto, wielu bokserów i chińskich żołnierzy cesarskich starało się zwlekać z ewakuacją. Uzbrojeni Rosjanie mieli utrudnione wejście do Yingkou ze względu na przeszkody w postaci fosy, opadów atmosferycznych i błota.

## Bitwa pod Baitouzi

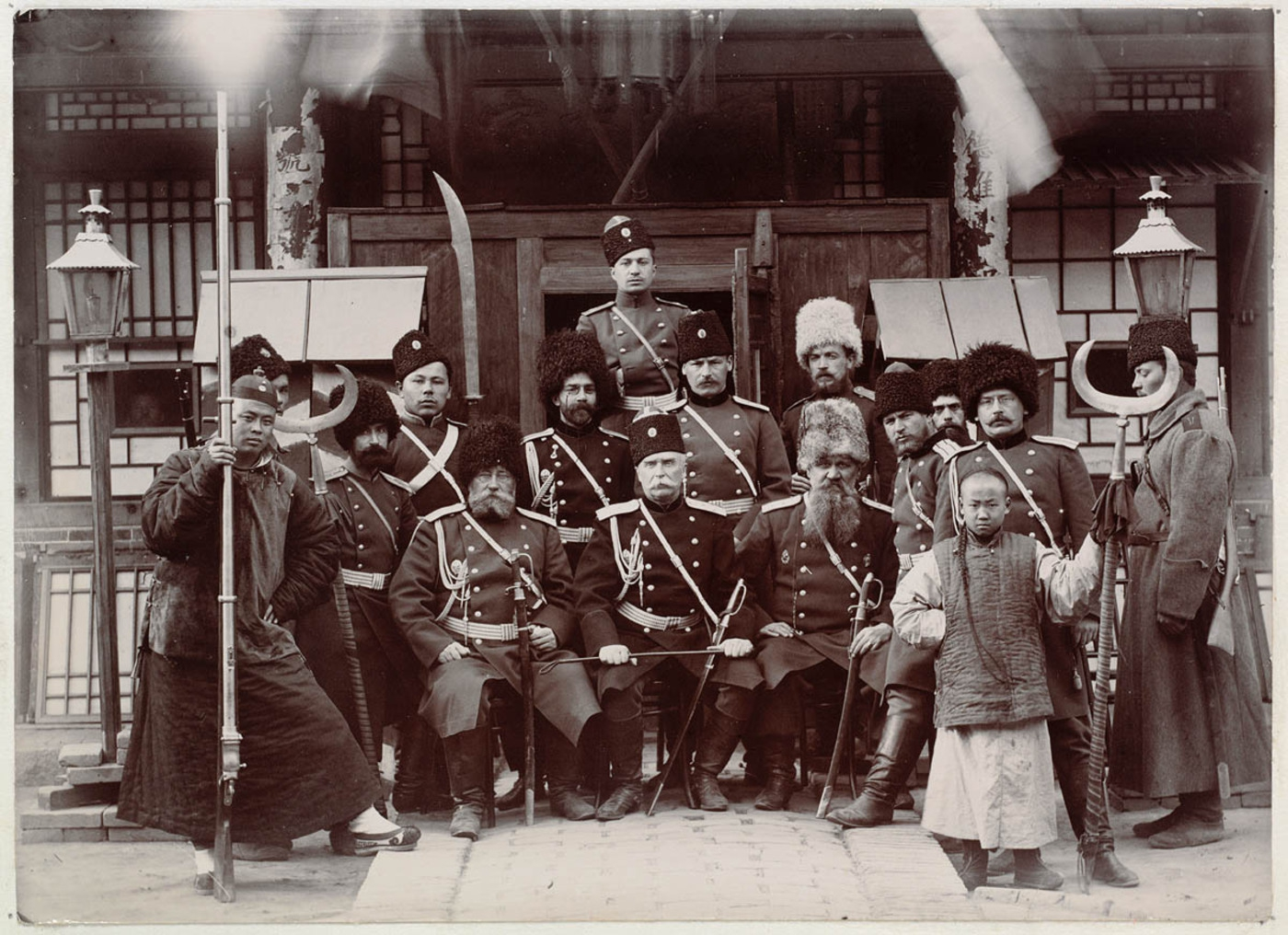
Rosyjscy oficerowie w Mandżurii w czasie powstania bokserów.

Bitwa pod Baitouzi rozegrała się pomiędzy regularnymi siłami cesarskich wojsk chińskich a jednostką piechoty znajdującą się na terenie Chin. Jeszcze przed wybuchem powstania jednostka ta została umieszczona w pobliżu granicy z Chinami w pobliżu miejscowości Baitouzi leżącej w pobliżu Liaoyang. Miejsce to zostało obsadzone przez dwustu czterech żołnierzy rosyjskich przebywających pod komendą pułkownika Pawła Miszczenki. Gdy Miszczenko rozpoczął działania wojenne, władze chińskie starały się uzyskać gwarancję bezpiecznego przejścia w zamian za jego odwrót na południe od Liaoyang. Propozycja ta została odrzucona, a w zamian Miszczenko wezwał do zwiększenia liczby wojsk rosyjskich w celu wzmocnienia swoich pozycji. Walki rozpoczęły się, zanim rosyjskie pozycje zostały wzmocnione. W czasie pierwszej fazy bitwy Chińczycy zbombardowali prawe skrzydło i środek oddziałów rosyjskich, w wyniku czego zginęło czternastu Rosjan, a pięciu poniosło obrażenia. Wypalana z dużej odległości, przy wysokich trajektoriach, chińska artyleria trafiała we wroga, lecz z bliższej odległości okazała się niedokładna. Chińska regularna piechota, uzbrojona w nowoczesne karabiny, czołgała się pod osłoną ognia artyleryjskiego w kierunku rosyjskiej obrony umieszczonej na terenie mierzącym około trzystu pięćdziesięciu stóp kwadratowych. Kiedy rosyjski ogień osłabł, chińscy żołnierze ponowili atak. Siłom chińskim ostatecznie udało się zająć pozycje Rosjan. Straty po obu stronach są bliżej nieznane, ale nie jest wykluczone, iż oddział rosyjski mógł zostać całkiem zniszczony.

## Starcia nad rzeką Amur

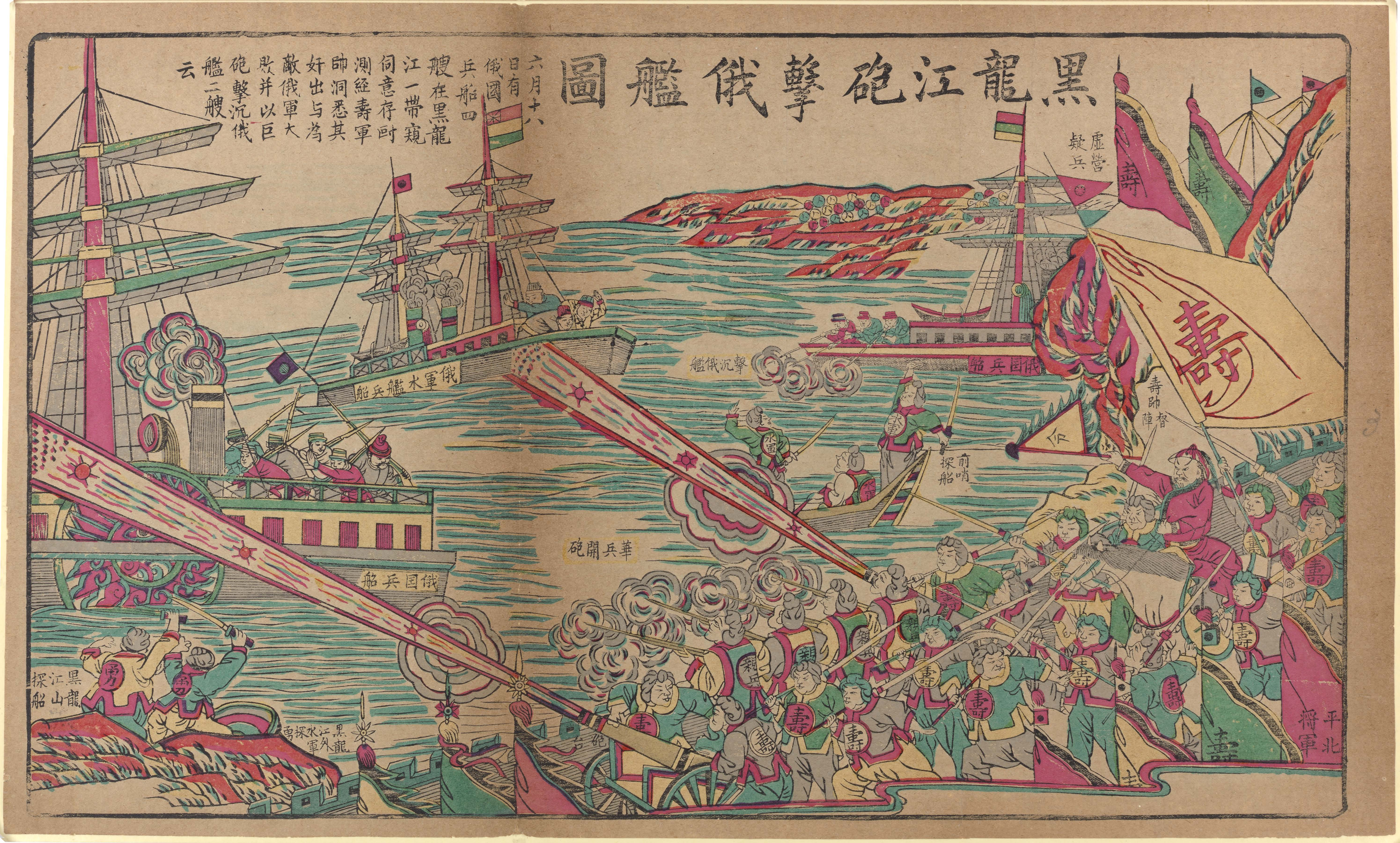
Walki nad Amurem

Walki nad rzeką Amur były starciami granicznymi pomiędzy cesarskimi wojskami chińskimi i bokserami a Rosjanami. Rosjanie zmierzali do kontroli nad Amurem, potrzebnym dla nich do żeglugi. Chińczycy wezwali wszystkich mężczyzn zdolnych do walki, a chińskie siły i garnizony zgromadziły artylerię i bombardowały wojska rosyjskie i miasteczka leżące wzdłuż Amuru. Pomimo iż kozacy odparli chińską armię nacierającą na Rosję, żołnierze chińskiej armii zwiększyli ilość artylerii i kontynuowali bombardowanie. W odwecie za ataki na chińskich wsiach, bokserzy spalili rosyjskie miasteczka i rozbili siły rosyjskie w mieście Tieling. Rosyjski gubernator K.N. Gribski nakazał kozakom zniszczyć wszystkie chińskie posterunki na rzece Amur. Kozacy wykonali ten rozkaz w lipcu 1900. 20 lipca wojska rosyjskie (w tym szesnaście pułków, sto piechurów kozackich i szesnaście armat) przekroczyły Amur w pobliżu Błagowieszczeńska przy wsparciu parowców Selenga i Sungari. Tego samego dnia, Rosjanie zajęli Heihe. Po zwycięstwie nad chińskimi siłami generalny gubernator regionu amurskiego, Nikołaj Grodiekow, postanowił przyłączyć prawy brzeg rzeki Amur do swojej administracji. W tym celu wysłał telegram do Sankt Petersburga, jednak rosyjski minister wojny Aleksiej Kuropatkin zabronił mu tego, uzasadniając swoją decyzję w następujących słowach:

Ze względu na przywrócenie dobrych relacji z Chinami w najbliższej przyszłości, Jego Cesarska Mość postanowił nie przyłączać żadnej części Chin.

## Inwazja w północnej i środkowej Mandżurii

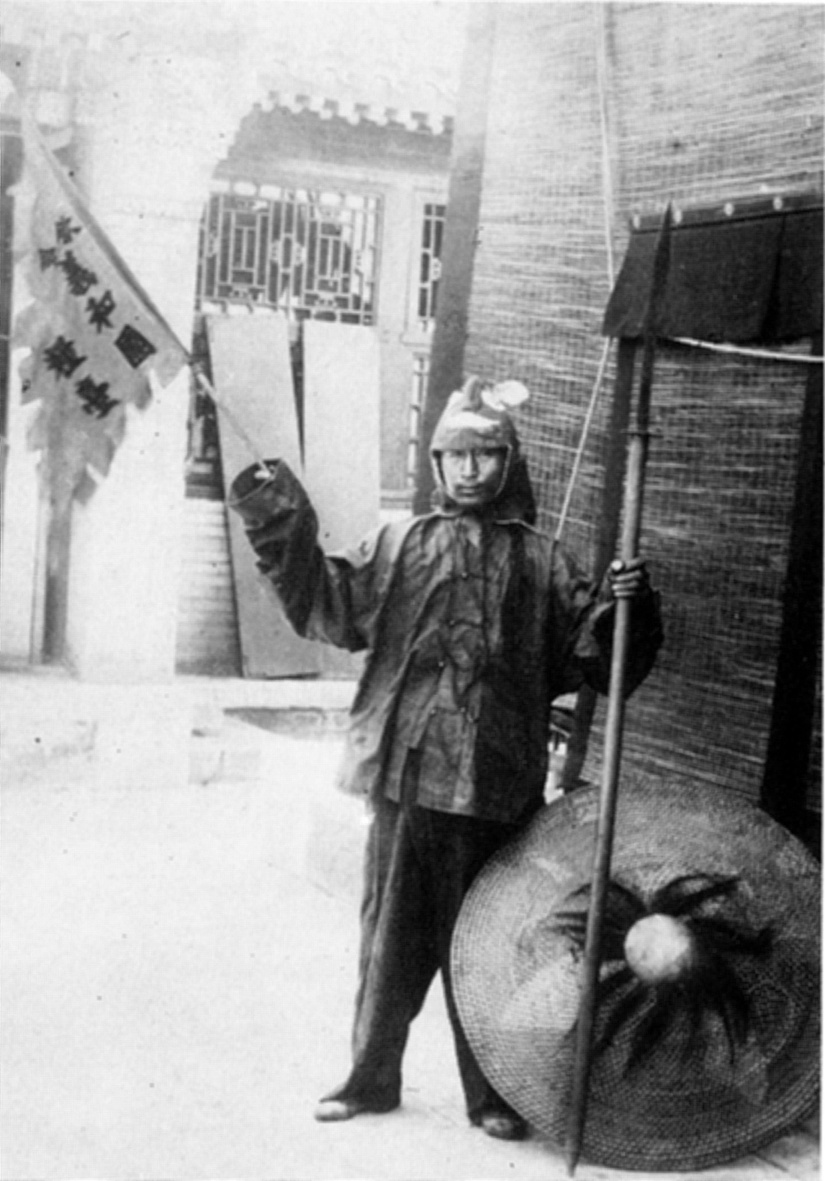
Bokser w czasie powstania w 1900 roku.

W inwazji na Mandżurię uczestniczyło sto tysięcy rosyjskich żołnierzy. Rosjanie najechali Mandżurię podczas buntu zorganizowanego przez mandżurskich chorążych. Wszyscy oni zginęli w walce przeciwko Rosjanom. Rosyjski antropolog Siergiej Michajłowicz Szirokogorow poinformował, że Rosjanie zabili wielu Mandżurów, a tysiące z nich uciekło na południe. Kozacy splądrowali ich wioski i mienia, a następnie je spalili. Mandżuria została całkowicie zajęta po zaciętych walkach z Rosją.

## Skutki
Minister finansów Rosji Siergiej Witte doradził carowi, aby ten wycofał rosyjskie wojska z Mandżurii, zaś Kuropatkin optował za kontynuowaniem okupacji. Trwała ona aż do wybuchu wojny z Japończykami, czyli do 1905 roku. Rosjanie starali się zabezpieczyć korzystne dla siebie umowy w zamian za wycofanie się z Mandżurii, ale Chiny odmówiły. Bandyci hunhuzi nadal stanowili utrapienie dla Mandżurii pomimo wielu prób zmierzających do ich zwalczania i masowych mordów dokonywanych na nich przez wojska kozackie. Kilka lat później hunhuzi  zostali wykorzystani przez Japończyków podczas wojny rosyjsko-japońskiej do zaatakowania Rosjan na ich tyłach. Japończykom nie podobało się, że Rosja nie wycofała swoich oddziałów zgodnie z traktatem podpisanym w protokole bokserskim w 1901, w którym obiecali wycofanie się z Mandżurii. Chińczycy popierali w tym konflikcie Japończyków.